# Мурзабаев, Ержан Жиксангалиевич
Мурзабаев, Ержан Жиксангалиевич (12 августа 1969, с. Самарское, Самарский р-н, Восточно-Казахстанская обл., КазССР) — представитель командования КНБ Республики Казахстан, полковник, заместитель директора Пограничной Службы Республики Казахстан (с 2013).

## Биография
Родился 12 августа 1969 года в селе Самарское, Самарского района, Восточно-Казахстанской области.
В 1990 году окончил Ярославское высшее военное финансовое училище им. генерала армии А.В.Хрулева.
В 1999 году - Военный финансово-экономический факультет при Финансовой академии при Правительстве Российской Федерации.
Офицерскую службу проходил на должностях начальника финансовой службы, инспектора - ревизора инспекции, заместителя начальника Департамента, начальника Главной финансовой инспекции, Главного финансового управления.
С ноября 2014 года - Заместитель Директора Пограничной службы КНБ Республики Казахстан.
20 октября 2022 года назначен на должность вице-министра индустрии и инфраструктурного развития РК. 

## Награды
- Медаль «10 лет независимости Республики Казахстан» (2001)
- Медаль «20 лет независимости Республики Казахстан» (2011)
- Медаль «10 лет Вооружённых сил Республики Казахстан»
- Медаль «20 лет Вооружённых сил Республики Казахстан»
- Медаль «10 лет Конституции Республики Казахстан»
- Медаль «20 лет Конституции Республики Казахстан» (2015)[1]
- Медали за выслугу лет